# Kseniya Koçyiğit
Kseniya Koçyiğit; z d. Kawalenka, występująca także pod nazwiskiem „Poznyak” (ur. 21 listopada 1986 w Berezie) – azerska siatkarka, grająca na pozycji środkowej. Od sezonu 2017/2018 występuje w rosyjskiej Superlidze, w drużynie Leningradka Petersburg.

## Sukcesy klubowe
Mistrzostwo Azerbejdżanu:
- 2004, 2005, 2006, 2007, 2008, 2016
- 2009, 2010, 2014
- 2013, 2015

Puchar Challenge:
- 2011

## Sukcesy reprezentacyjne
Liga Europejska:
- 2016

## Nagrody indywidualne
- 2009: Najlepsza blokująca azerskiej Superligi w sezonie 2008/2009
- 2010: Najlepsza blokująca azerskiej Superligi w sezonie 2009/2010
- 2015: Najlepsza blokująca azerskiej Superligi w sezonie 2014/2015